# Johann Mannich

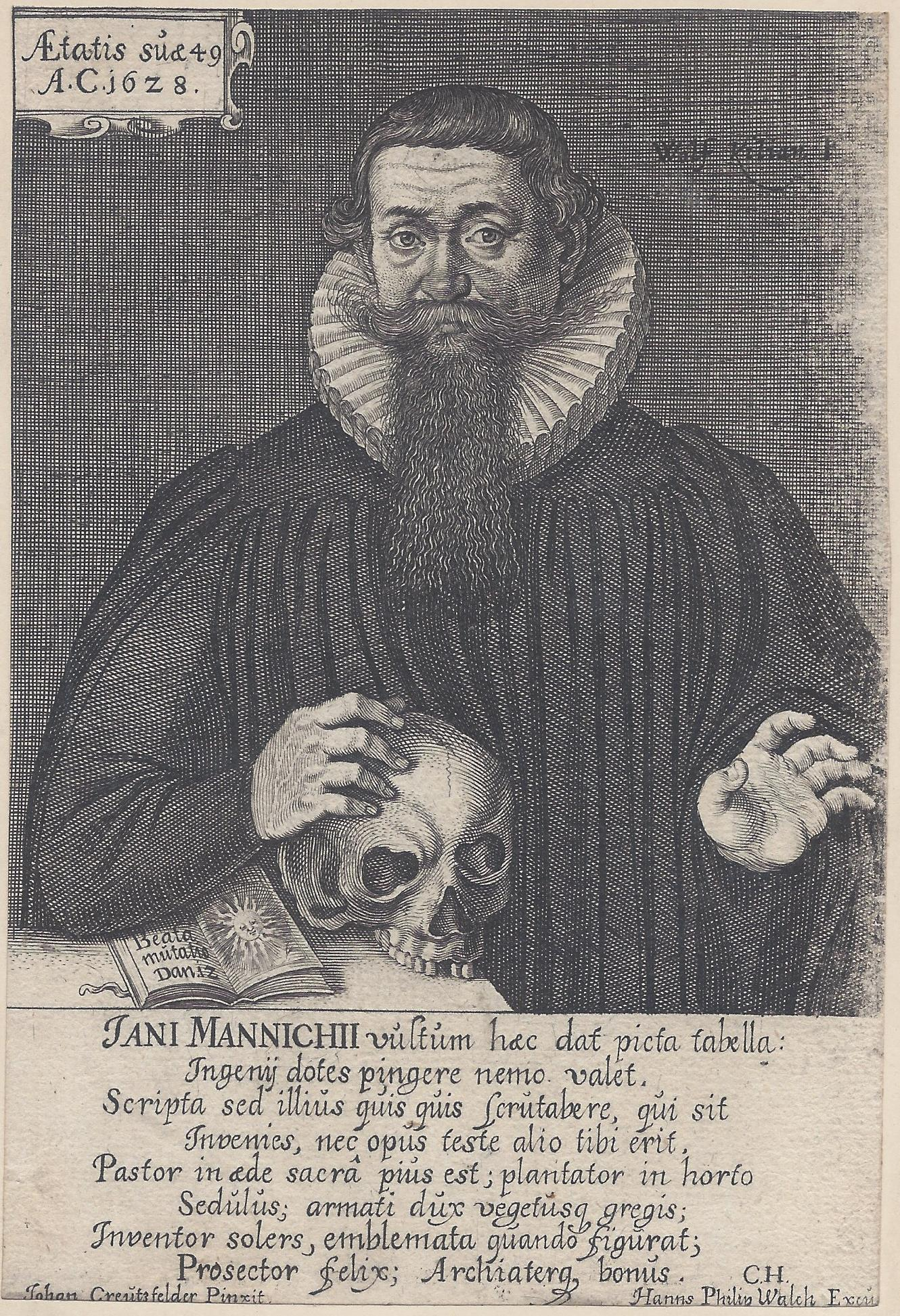
Johann Mannich Kupferstich von Wolfgang Kilian (1628)

Johann Mannich (* 1579 in Nürnberg; † nach 1637, Heiliges Römisches Reich) war ein deutscher lutherischer Theologe und Herausgeber eines geistlichen Emblemwerkes.

## Leben
Johann Mannich wurde nach der Altersangabe auf dem Porträt Kilians 1579, nach anderer Quelle 1580, in Nürnberg geboren. Er absolvierte ab dem Oktober 1598 ein Theologiestudium an der Universität Altdorf. 1600 erhielt er den Titel eines Magisters. Nach einer Anstellung als Pfarrer zu Igensdorf ab 1604 wurde er 1611 Diakon am Heilig-Geist-Spital in Nürnberg. Dazu versah er das Predigeramt im Spital und in den Kirchen St. Katharinen (1615) sowie St. Walburg auf der Vesten (1618). Um das Jahr 1633 wurde er Senior des Neuen Spitals. Bereits 1637 setzte man ihn wegen einer ärgerlichen Lebensführung ab. Seine weiteren Lebensumstände sind nicht bekannt.
Mannich gab 1624 mit Endres Im Hof ein geistliches Emblemwerk mit Beiträgen weiterer Autoren heraus. Die lateinischen Untertexte zu den Kupferstichen stammten von Christian Höflich. 1636 veröffentlichte er die Secundinae Mannichianae, Nachklagen auf den Tod des Professors Daniel Schwenter.

## Werke
- Nobile Vincendi Genus Patientia : das ist Sieben Vnterschiedlich Predigten von der Edlen Vberwinderin der lieben Gedult, Nürnberg, 1617.
- Johann Mannich, Hieronymus Ammon, Christophorus Girsnerus, Michael Herr, Christoph Hoeflichius, Endres Im Hof, Peter Isselburg, Paulus Nigrinus, Melchior Rinder, Daniel Schwenter, Georg Volckhamer: Sacra Emblemata LXXVI In Quibus Summa Unius Cuiusq[ue] Evangelii Rotunde Adumbratur das ist Sechsundsibentzig Geistliche Figürlein, in welchen eines jeden Evangelii Summa Kürtzlichen wird abgebildet, Sartorius, Nürnberg, 1624.Digitalisat WBD
- Johann Mannich; Daniel Schwenter; M M K; Jeremias Dümler: Secundinae Mannichianae Nach Klag. M. Johann Mannichs Senioris im Neuen Spital zum Heiligen Geist/ wegen deß Unverhofften/ doch seligen Hintritts Herrn M. Daniel Schwenters [et]c. ; Gethan in Nürnberg/ den 23. Januarii Anni 1636, Jeremias Dümler, Nürnberg, 1636.